# 타잔 - 조니 웨이스뮬러 편 3
타잔 - 조니 웨이스뮬러 편 3(Tarzan Escapes)은 미국에서 제작된 리처드 소프 감독의 1936년 영화이다. 조니 와이즈뮬러 등이 주연으로 출연하였다.

## 출연

### 주연
- 조니 와이즈뮬러
- 모린 오설리반

### 조연
- 베니타 험
- 윌리엄 헨리
- 허버트 문딘
- E. E. 클리브
- 다비 존스

## 제작진
- 원작자: 에드거 라이스 버로스
- 협력프로듀서: 샘 짐발리스트